# Moro United
El Moro United Football Club es un equipo de fútbol de Tanzania que juega en la Liga tanzana de fútbol, la liga de fútbol más importante del país.

## Historia
Fue fundado en la ciudad de Morogoro y nunca ha sido campeón de liga ni ha ganado algún torneo de Copa en Tanzania, aunque fue finalista en la Copa FAT en el año 2001 y 1 subcampeonato de liga en el año 2005.
A nivel internacional ha participado solamente en 1 torneo continental, en la Copa Confederación de la CAF 2006, donde alcanzó la Tercera Ronda.

## Palmarés
- Liga tanzana de fútbol: 0
  - Subcampeón: 1

2005
- Copa FAT: 0
  - Finalista: 1

2001

## Participación en competiciones de la CAF
| Temporada | Torneo                       | Ronda      | Club             | Casa  | Visita | Global |
| --------- | ---------------------------- | ---------- | ---------------- | ----- | ------ | ------ |
| 2006      | Copa Confederación de la CAF | Preliminar | Club de Zimbabue | w.o.1 | w.o.1  | w.o.1  |
| 2006      | Copa Confederación de la CAF | 1          | TP Mazembe       | dq2   | dq2    | dq2    |
| 2006      | Copa Confederación de la CAF | 2          | USJF Ravinala    | 3-1   | 2-1    | 5-2    |
| 2006      | Copa Confederación de la CAF | 3          | ES Sahel         | 0-3   | 1-4    | 1-7    |

1- Zimbabue no pudo mandar un equipo por la suspensión del torneo de copa, por lo que iba a mandar al subcampeón de liga, el Masvingo United, pero éste estaba suspendido por la CAF.

2- TP Mazembe fue descalificado del torneo por presentarse tarde al primer partido por problemas con el transporte.